# Tir als Jocs Olímpics d'estiu de 1908 - Carrabina, blanc mòbil
La competició de carrabina, blanc mòbil va ser una de les quinze proves de programa de Tir dels Jocs Olímpics de Londres de 1908. Es disputà l'11 de juliol de 1908 i hi van prendre part 22 tiradors procedents de 5 nacions diferents.
Cada competidor disparava 15 trets, amb una puntuació màxima possible de 45 punts

## Medallistes
| Or                 | Plata                  | Bronze                |
| John Fleming (GBR) | Maurice Matthews (GBR) | William Marsden (GBR) |

## Resultats
| Pos. | Tirador                      | Puntuació |
| ---- | ---------------------------- | --------- |
| 1    | John Fleming (GBR)           | 24        |
| 2    | Maurice Matthews (GBR)       | 24        |
| 3    | William Marsden (GBR)        | 24        |
| 4    | Edward Newitt (GBR)          | 24        |
| 5    | Philip Plater (GBR)          | 22        |
| 6    | William Pimm (GBR)           | 21        |
| 7    | William Milne (GBR)          | 21        |
| 8    | Otto von Rosen (SWE)         | 18        |
| 9    | William Styles (GBR)         | 17        |
| 10   | Léon Johnson (FRA)           | 13        |
| 10   | Arthur Wilde (GBR)           | 13        |
| 10   | Walter W. Winans (USA)       | 13        |
| 13   | James Milne (GBR)            | 12        |
| 14   | André Mercier (FRA)          | 10        |
| 15   | Eric Carlberg (SWE)          | 9         |
| 15   | Vilhelm Carlberg (SWE)       | 9         |
| 15   | Johan Hübner von Holst (SWE) | 9         |
| 15   | Léon Tétart (FRA)            | 9         |
| 19   | Edward Amoore (GBR)          | 3         |
| 19   | Harold Hawkins (GBR)         | 3         |
| —    | William Hill (ANZ)           | DNF       |
| —    | Franz-Albert Schartau (SWE)  | DNF       |